# 아메드 즈웨일
아메드 하산 즈웨일( 이집트 아랍어: أحمد حسن زويل, 영어: Ahmed Hassan Zewail, 1946년 2월 26일 ~ 2016년 8월 2일)은 이집트 출신의 미국 화학자이다. 1999년에 펨토초 분광법을 이용한 화학반응의 전이단계에 대한 연구로 노벨 화학상을 수상했다. 2016년 8월 2일, 암으로부터 회복 중에 사인 불명으로 사망하였다.

## 수상 경력
- 1989년 : 킹 파이살 국제상
- 1993년 : 울프 화학상
- 1996년 : 피터 디바이상[1]
- 1997년 : E. 브라이트 윌슨상[1]
- 1997년 : 톨먼상
- 1998년 : 어니스트 올랜도 로런스상[1]
- 1998년 : 프랭클린 메달[1]
- 1998년 : 파울 카러 황금 메달[1]
- 1999년 : 노벨 화학상
- 1999년 : 나일 훈장
- 2006년 : Albert Einstein World Award of Science
- 2009년 : 오스머 황금 메달
- 2011년 : 프리스틀리 메달
- 2011년 : 데비 메달

## 회원
- 2001년 : 왕립학회 외국인 회원[2]